# Dolomena minima
Dolomena minima is een slakkensoort uit de familie Strombidae. De wetenschappelijke naam werd gepubliceerd in 1771 door Carl Linnaeus.